# Plemyria pallidaria
Plemyria pallidaria är en fjärilsart som beskrevs av Edward Alfred Cockayne 1952. Plemyria pallidaria ingår i släktet Plemyria och familjen mätare. Inga underarter finns listade i Catalogue of Life.